# Коновалов, Аристарх Евстафьевич
Аристарх Евстафьевич Коновалов (1920—1993) ― художник, мастер городецкой росписи, основатель фабрики «Городецкая роспись».

## Биография
Аристарх Евстафьевич родился в 1920 году, происходил из старообрядческой семьи потомственных «красильщиков». С 8 лет трудился наравне со взрослыми в мастерской своего деда Сергея Фёдоровича Крюкова, помогая матери грунтовать донца, а затем пробуя себя и в росписи. В 1935 году в соседнее Косково приехал художник Иван Иванович Овешков, который открыл в деревне художественную мастерскую и привлек в неё лучших мастеров, в числе которых были Ф. С. Краснояров, В. К. Смирнов, И. А. Мазин, Ф. С. Крюков, И. К. Лебедев . Коновалов поступает в артель подмастерьем, дальнейшее образование продолжит под руководством И. К. Лебедева и И. И. Овешкова в созданной в 1939 г. при Загорском музее экспериментальной художественной мастерской. Познакомившись с творчеством художников Палеха, Хохломы и других промыслов, Аристарх захотел рисовать как-то по-другому, но услышал совет своего деда-наставника: «Ты уж лучше по-городецки пиши, продолжай наше мастерство. В городецкой росписи есть своя неоскудевающая прелесть.» .
Именно Коновалов выступил инициатором возрождения угасавшего промысла в послевоенное время. В 1950-е годы он возглавил кустарную артель «Стахановец» по производству росписных изделий в Курцево . Подготовку кадров организовали в городе Семёнове, где в 1957 г. на базе профтехшколы под руководством А. Е. Коновалова было открыто отделение городецкой росписи с двухгодичным сроком обучения . Подготовив первую группу учениц в училище города Семёнова, он стал налаживать работу курцевского живописного цеха. На базе курцевской артели в 1960 г. сформировалась функционирующая и по сей день фабрика художественных промыслов «Городецкая роспись». А. Е. Коновалов стал руководителем творческой лаборатории, а позднее директором и главным художником фабрики. Он разработал новый характер росписи для изделий разных по форме, размерам и назначению. Орнамент стал основным украшением. 
В условиях, когда возможность работы кистью и красками была целиком подчинена заботам о возрождении промысла, приходилось искать непривычные масштабы мотивов, менять соотношение рисунка и фона, находить заново начертания мотивов и узорной разживки. Изменение приёмов росписи было необходимо и при переходе к росписи изделий по светлой текстуре древесины . Аристарх Евстафьевич  был новатором в искусстве городецкой росписи, избегая цитат прямых традиционных деталей городецкого орнамента и жанра — он развивал эти традиции, вводя родные и близкие мотивы в круг современных эстетических представлений. Арбат Ю. А. отмечал: «его декоративные блюда с городецкой росписью — вещи красивые, эффектные, подлинно русские, народные. На одном блюде дерево с двумя ветками-цветками, вверху красная птица, пониже две другие, а внизу собаки (да-да, очень похожие на тех собак из мореного дуба, которые неизменно сопутствовали всадникам на черных конях с прялок столетней давности). Есть у него блюдо с пятью цветными конями и городецкими цветами в центре и блюдо с пышным городецким букетом, где снова торжествует принцип русского народного искусства: «равновесие масс» (фотография, хотя и лишившая праздничного цвета эту веселую, звонкую вещь, дает все же представление о характере росписи).»
Проявив себя как выдающийся организатор и как незаурядный живописец, Коновалов в то же время был кладезем всевозможных знаний о росписи. Он помнил многое, своей жизнью как бы соединив два века городецкой истории и культуры. Ярким событием в исследовании городецкой росписи стал выход в 1988 г. книги А. Е. Коновалова «Городецкая роспись. Рассказы о народном искусстве». Это был, что называется, взгляд изнутри. Воспоминания Аристарха Евстафьевича о работе старых мастеров, наблюдения за их работой и размышления о промысле представляют собой огромную ценность.
В декабре 1985 года А.Е. Коновалову и его ученицам Л.Ф. Беспаловой, А.В. Соколовой, Ф.Н. Касатовой, Л.А. Кубаткиной и Т.М. Рукиной за новые произведения в традициях городецкой росписи была присуждена Государственная премия имени И.Е. Репина . За возрождение промысла городецкой росписи художник был награжден орденом «Знак Почета». Почётный гражданин города Городца (10.09.1987).
Аристарх Евстафьевич Коновалов являлся постоянным участником отечественных и зарубежных выставок искусства народных художественных промыслов . На сайте Государственного каталога Музейного фонда Российской Федерации выложены более 600 произведений художника, которые хранятся в отечественных музейных собраниях народного искусства, в том числе в Сергиево-Посадском историко-художественном музее-заповеднике, Всероссийском музее декоративного искусства, Нижегородском музее истории художественных промыслов, Городецком историко-художественном музейном комплексе.
Скончался Аристарх Евстафьевич Коновалов в 1993 году, похоронен на Кудашихинском кладбище города Городец . На доме (ул. Колхозная, 1), где более 20 лет прожил мастер, установлена мемориальная доска Почётному гражданину, воскресившему городецкую роспись .